# فين اندروز
فين اندروز (بالإنجليزية: Finn Andrews)‏ هو كاتب أغاني وموسيقي بريطاني، ولد في 24 أغسطس 1983 في كامدن تاون في المملكة المتحدة.